# صدر الحشرة
صدر الحشرة أو الجَوْشَن هو الجُزء الوسطي في جسم الحشرات، حيثُ يحمل الرأس والسيقان والأجنحة والبطن.

يتكون صدر الحشرة من الصدر الأمامي والفلقة الوسطي والفلقة الخلفية للصدر، ويتألف من الدرع؛ وعنق الرحم، وهو غشاء يفصل الرأس عن الصدر؛ والجنبة، وهي غشاء صلب جانبي للصدر.
في اليعسوب و ذباب الرعاش، تندمج فلقة الصدر الوسطى والفلقة الخلفية للصدر معًا لتشكيل الصدر المزدوج.[1][2]
في بعض شرانق الحشرات، مثل البعوض، يمكن أن يندمج الرأس والصدر في رأس صدري.
لدى أعضاء رتبة غشائيات الأجنحة (الدبابير والنمل و النحل) يكون الجزء الأول من البطن المندمج مع الصدر، والذي يُسمى الجزء الأمامي. يتصل الرأس بالصدر عبر الثقبة القذالية، مما يتيح له نطاقًا واسعًا من الحركة.[3]
في معظم الحشرات الطائرة ، تقوم العضلات غير المتزامنة الموجودة في الصدر بتحريك الأجنحة . 